# (8424) Toshitsumita
(8424) Toshitsumita est un astéroïde de la ceinture principale.

## Description
(8424) Toshitsumita est un astéroïde de la ceinture principale. Il fut découvert le 1er février 1997 à Ōizumi par Takao Kobayashi. Il présente une orbite caractérisée par un demi-grand axe de 2,40 UA, une excentricité de 0,19 et une inclinaison de 3,7° par rapport à l'écliptique.

## Compléments